# Hamburger Sport-Verein 2022-2023
Questa voce raccoglie le informazioni riguardanti l'Hamburger Sport-Verein nelle competizioni ufficiali della stagione 2022-2023.

## Stagione
Nella stagione 2022-2023 l'Amburgo, allenato da Tim Walter, concluse il campionato di 2. Bundesliga al 3º posto e perse i play-off con lo Stoccarda. In Coppa di Germania l'Amburgo fu eliminato al secondo turno dal RB Lipsia.

## Rosa
| N. |                        | Ruolo | Calciatore                    |
| -- | ---------------------- | ----- | ----------------------------- |
| 1  | Portogallo (bandiera)  | P     | Daniel Heuer Fernandes        |
| 2  | Francia (bandiera)     | D     | William Mikelbrencis          |
| 3  | Germania (bandiera)    | D     | Moritz Heyer                  |
| 4  | Germania (bandiera)    | D     | Sebastian Schonlau            |
| 7  | Germania (bandiera)    | C     | Filip Bilbija                 |
| 8  | Slovacchia (bandiera)  | C     | László Bénes                  |
| 9  | Germania (bandiera)    | A     | Robert Glatzel                |
| 10 | Germania (bandiera)    | C     | Sonny Kittel                  |
| 11 | Ghana (bandiera)       | A     | Ransford-Yeboah Königsdörffer |
| 12 | Germania (bandiera)    | P     | Tom Mickel                    |
| 14 | Paesi Bassi (bandiera) | C     | Ludovit Reis                  |
| 16 | Spagna (bandiera)      | D     | Javi Montero                  |
| 17 | Inghilterra (bandiera) | A     | Xavier Amaechi                |
| 18 | Gambia (bandiera)      | A     | Bakery Jatta                  |
| 19 | Germania (bandiera)    | P     | Matheo Raab                   |
| 20 | Ungheria (bandiera)    | A     | András Németh                 |

| N. |                      | Ruolo | Calciatore       |
| -- | -------------------- | ----- | ---------------- |
| 23 | Germania (bandiera)  | C     | Jonas Meffert    |
| 27 | Francia (bandiera)   | A     | Jean-Luc Dompé   |
| 28 | Svizzera (bandiera)  | D     | Miro Muheim      |
| 33 | Germania (bandiera)  | D     | Noah Katterbach  |
| 34 | Germania (bandiera)  | D     | Jonas David      |
| 36 | Finlandia (bandiera) | C     | Anssi Suhonen    |
| 37 | Kosovo (bandiera)    | D     | Valon Zumberi    |
| 40 | Germania (bandiera)  | P     | Leo Oppermann    |
| 41 | Germania (bandiera)  | C     | Omar Megeed      |
| 42 | Germania (bandiera)  | A     | Ogechika Heil    |
| 43 | Germania (bandiera)  | D     | Bent Andresen    |
| 44 | Croazia (bandiera)   | D     | Mario Vušković   |
| 45 | Germania (bandiera)  | A     | Tom Sanne        |
| 46 | Germania (bandiera)  | C     | Elijah Krahn     |
| 47 | Germania (bandiera)  | D     | Nicolas Oliveira |

## Organigramma societario
Area tecnica
- Allenatore: Tim Walter
- Allenatore in seconda: Julian Hübner, Merlin Polzin, Filip Tapalović
- Preparatore dei portieri: Sven Höh
- Preparatori atletici: Pierre Houben, Daniel Müssig, Sebastian Capel

## Calciomercato

### Sessione estiva
| Acquisti | Acquisti                      | Acquisti            | Acquisti |
| R.       | Nome                          | da                  | Modalità |
| -------- | ----------------------------- | ------------------- | -------- |
| D        | William Mikelbrencis          | Metz                |          |
| A        | Jean-Luc Dompé                | Zulte Waregem       |          |
| A        | Xavier Amaechi                | Bolton              |          |
| C        | László Bénes                  | Borussia M'gladbach |          |
| C        | Filip Bilbija                 | Ingolstadt 04       |          |
| A        | Ogechika Heil                 | Go Ahead Eagles     |          |
| A        | Ransford-Yeboah Königsdörffer | Dinamo Dresda       |          |
| A        | Robin Meißner                 | Hansa Rostock       |          |
| A        | Aaron Opoku                   | Osnabrück           |          |
| P        | Matheo Raab                   | Kaiserslautern      |          |

| Cessioni | Cessioni           | Cessioni              | Cessioni |
| R.       | Nome               | a                     | Modalità |
| -------- | ------------------ | --------------------- | -------- |
| P        | Marko Johansson    | Bochum                |          |
| A        | Aaron Opoku        | Kaiserslautern        |          |
| C        | Maximilian Rohr    | Paderborn             |          |
| D        | Stephan Ambrosius  | Karlsruhe             |          |
| A        | Robin Meißner      | Viktoria Colonia      |          |
| D        | Josha Vagnoman     | Stoccarda             |          |
| A        | Faride Alidou      | Eintracht Francoforte |          |
| C        | Giorgi Chakvetadze | Slovan Bratislava     |          |
| D        | Jan Gyamerah       | Norimberga            |          |
| A        | Mikkel Kaufmann    | Karlsruhe             |          |
| C        | David Kinsombi     | Sandhausen            |          |
| C        | Felix Paschke      | Amburgo II            |          |
| A        | Manuel Wintzheimer | Norimberga            |          |

### Sessione invernale
| Acquisti | Acquisti        | Acquisti | Acquisti |
| R.       | Nome            | da       | Modalità |
| -------- | --------------- | -------- | -------- |
| A        | András Németh   | Genk     |          |
| D        | Noah Katterbach | Basilea  |          |
| D        | Javi Montero    | Beşiktaş |          |

| Cessioni | Cessioni    | Cessioni      | Cessioni |
| R.       | Nome        | a             | Modalità |
| -------- | ----------- | ------------- | -------- |
| D        | Tim Leibold | Sporting K.C. |          |

## Risultati

### 2. Bundesliga

#### Girone di andata
| Arbitro: | Gerach |

|  |           |                  |
|  | Marcatori | 67’, 76’ Glatzel |

| Arbitro: | Kampka |

|  |           |                |
|  | Marcatori | 90’ Schumacher |

| Arbitro: | Hartmann |

|             |           |  |
| Glatzel 42’ | Marcatori |  |

| Arbitro: | Fritz |

|  |           |                             |
|  | Marcatori | 28’ Königsdörffer 74’ Bénes |

| Arbitro: | Schröder |

|                   |           |                      |
| Königsdörffer 87’ | Marcatori | 4’ Pfeiffer 7’ Tietz |

| Arbitro: | Zwayer |

|  |           |                          |
|  | Marcatori | 37’ Vušković 90’ Glatzel |

| Arbitro: | Reichel |

|          |           |  |
| Reis 43’ | Marcatori |  |

| Arbitro: | Siebert |

|                              |           |                                |
| Heyer 90’ (aut.) Bartels 90’ | Marcatori | 39’ Glatzel 69’ Heyer 85’ Reis |

| Arbitro: | Jablonski |

|                       |           |  |
| Glatzel 21’ Jatta 90’ | Marcatori |  |

| Arbitro: | Brych |

|           |           |                                     |
| Muroya 4’ | Marcatori | 15’ (aut.) Börner 90’ Königsdörffer |

| Arbitro: | Hartmann |

|             |           |              |
| Glatzel 24’ | Marcatori | 82’ Lobinger |

| Arbitro: | Aytekin |

|                               |           |  |
| Smith 61’ Hartel 74’ Otto 89’ | Marcatori |  |

| Arbitro: | Osmers |

|                             |           |                                        |
| Königsdörffer 58’ Sanne 90’ | Marcatori | 11’ El Hankouri 51’ Atik 88’ Rieckmann |

| Arbitro: | Badstübner |

|                  |           |                                 |
| Leipertz 3’, 51’ | Marcatori | 23’ Glatzel 45’ Dompé 69’ Bénes |

| Arbitro: | Stegemann |

|                                            |           |               |
| Vušković 12’ Königsdörffer 78’ Glatzel 90’ | Marcatori | 7’ Caliskaner |

| Arbitro: | Jöllenbeck |

|         |           |  |
| Sieb 8’ | Marcatori |  |

| Arbitro: | Willenborg |

|                                            |           |                         |
| Glatzel 27’, 80’ Reis 56’ Žirov 74’ (aut.) | Marcatori | 50’ Soukou 68’ Kinsombi |

#### Girone di ritorno
| Arbitro: | Hartmann |

|                                    |           |                        |
| Glatzel 3’, 49’ Heyer 17’ Reis 90’ | Marcatori | 30’ Kaufmann 81’ Wiebe |

| Arbitro: | Welz |

|  |           |                     |
|  | Marcatori | 40’ Reis 90’ Németh |

| Arbitro: | Aytekin |

|                                         |           |                                  |
| Beste 27’ Schöppner 30’ Kleindienst 41’ | Marcatori | 72’ Németh 79’ Glatzel 88’ Jatta |

| Arbitro: | Siebert |

|                    |           |             |
| Reis 26’ Jatta 57’ | Marcatori | 51’ Oczipka |

| Arbitro: | Dingert |

|                 |           |                  |
| Stojilković 81’ | Marcatori | 4’ Königsdörffer |

| Arbitro: | Reichel |

|                                      |           |  |
| Dompé 19’ Reis 52’ Königsdörffer 90’ | Marcatori |  |

| Arbitro: | Stegemann |

|                                           |           |                  |
| Nebel 10’ Jensen 17’ Schleusener 32’, 89’ | Marcatori | 50’, 80’ Glatzel |

| Amburgo 18 marzo 2023, ore 13:00 CET 25ª giornata | Amburgo | 0 – 0 referto | Holstein Kiel | Volksparkstadion (57 000 spett.)\| Arbitro: \| Brand \| |
| Arbitro:                                          | Brand   |               |               |                                                         |

| Arbitro: | Schröder |

|                        |           |                            |
| Kownacki 21’ Klaus 28’ | Marcatori | 5’ Bénes 75’ (aut.) Klarer |

| Arbitro: | Badstübner |

|                                                                         |           |          |
| Kittel 34’ Bénes 41’, 61’ (rig.) Glatzel 65’ Königsdörffer 76’ Reis 87’ | Marcatori | 52’ Köhn |

| Arbitro: | Willenborg |

|                    |           |  |
| Boyd 71’ Opoku 85’ | Marcatori |  |

| Arbitro: | Jablonski |

|                                                |           |                                  |
| David 44’ Jatta 48’ Heyer 52’ Medić 78’ (aut.) | Marcatori | 36’ Saliakas 71’ Saad 79’ Irvine |

| Arbitro: | Osmers |

|                               |           |                     |
| Kwarteng 32’ Atik 74’ Itō 86’ | Marcatori | 42’ Kittel 90’ Reis |

| Arbitro: | Braun |

|                        |           |                                |
| Glatzel 39’ Kittel 49’ | Marcatori | 43’ Justvan 73’ (rig.) Muslija |

| Arbitro: | Sather |

|                |           |                                                          |
| Caliskaner 55’ | Marcatori | 5’ Glatzel 17’ (rig.), 45’ Kittel 29’ Muheim 81’ Bilbija |

| Arbitro: | Waschitzki-Günther |

|                             |           |            |
| Muheim 27’ Bénes 69’ (rig.) | Marcatori | 84’ Petkov |

| Arbitro: | Badstübner |

|  |           |          |
|  | Marcatori | 3’ Dompé |

### Coppa di Germania
| Arbitro: | Bacher |

|               |           |                                      |
| Hemmerich 16’ | Marcatori | 83’, 111’ Königsdörffer 97’ Schonlau |

| Arbitro: | Cortus |

|                                           |           |  |
| Poulsen 33’, 36’ Simakan 68’ Henrichs 81’ | Marcatori |  |

### Spareggio promozione-retrocessione
| Arbitro: | Welz |

|                                         |           |  |
| Mavropanos 1’ Vagnoman 51’ Guirassy 54’ | Marcatori |  |

| Arbitro: | Dankert |

|           |           |                            |
| Kittel 6’ | Marcatori | 48’, 64’ Millot 90’ Mvumpa |

## Statistiche

### Statistiche di squadra
| Competizione         | Punti | In casa | In casa | In casa | In casa | In casa | In casa | In trasferta | In trasferta | In trasferta | In trasferta | In trasferta | In trasferta | Totale | Totale | Totale | Totale | Totale | Totale | DR  |
| Competizione         | Punti | G       | V       | N       | P       | Gf      | Gs      | G            | V            | N            | P            | Gf           | Gs           | G      | V      | N      | P      | Gf     | Gs     | DR  |
| -------------------- | ----- | ------- | ------- | ------- | ------- | ------- | ------- | ------------ | ------------ | ------------ | ------------ | ------------ | ------------ | ------ | ------ | ------ | ------ | ------ | ------ | --- |
| 2. Bundesliga        | 66    | 17      | 11      | 3       | 3       | 38      | 20      | 17           | 9            | 3            | 5            | 32           | 25           | 34     | 20     | 6      | 8      | 70     | 45     | +25 |
| Spareggio promozione | -     | 1       | 0       | 0       | 1       | 1       | 3       | 1            | 0            | 0            | 1            | 0            | 3            | 2      | 0      | 0      | 2      | 1      | 6      | -5  |
| Coppa di Germania    | -     | 0       | 0       | 0       | 0       | 0       | 0       | 2            | 1            | 0            | 1            | 3            | 5            | 2      | 1      | 0      | 1      | 3      | 5      | -2  |
| Totale               | 66    | 18      | 11      | 3       | 4       | 39      | 23      | 20           | 10           | 3            | 7            | 35           | 33           | 38     | 21     | 6      | 11     | 74     | 56     | +18 |

### Andamento in campionato
| Giornata  | 1 | 2 | 3 | 4 | 5 | 6 | 7 | 8 | 9 | 10 | 11 | 12 | 13 | 14 | 15 | 16 | 17 | 18 | 19 | 20 | 21 | 22 | 23 | 24 | 25 | 26 | 27 | 28 | 29 | 30 | 31 | 32 | 33 | 34 |
| --------- | - | - | - | - | - | - | - | - | - | -- | -- | -- | -- | -- | -- | -- | -- | -- | -- | -- | -- | -- | -- | -- | -- | -- | -- | -- | -- | -- | -- | -- | -- | -- |
| Luogo     | T | C | C | T | C | T | C | T | C | T  | C  | T  | C  | T  | C  | T  | C  | C  | T  | T  | C  | T  | C  | T  | C  | T  | C  | T  | C  | T  | C  | T  | C  | T  |
| Risultato | V | P | V | V | P | V | V | V | V | V  | N  | P  | P  | V  | V  | P  | V  | V  | V  | N  | V  | N  | V  | P  | N  | N  | V  | P  | V  | P  | N  | V  | V  | V  |
| Posizione | 2 | 8 | 5 | 4 | 5 | 3 | 2 | 2 | 1 | 1  | 1  | 3  | 3  | 2  | 2  | 2  | 2  | 2  | 2  | 2  | 2  | 2  | 2  | 2  | 3  | 3  | 2  | 3  | 3  | 3  | 3  | 3  | 3  | 3  |

Legenda:

Luogo: C = Casa; T = Trasferta. Risultato: V = Vittoria; N = Pareggio; P = Sconfitta.

### Statistiche dei giocatori
| Giocatore        | 2. Bundesliga | 2. Bundesliga | 2. Bundesliga | 2. Bundesliga | Spareggio | Spareggio | Spareggio   | Spareggio  | Coppa di Germania | Coppa di Germania | Coppa di Germania | Coppa di Germania | Totale   | Totale | Totale      | Totale     |
| Giocatore        | Presenze      | Reti          | Ammonizioni   | Espulsioni    | Presenze  | Reti      | Ammonizioni | Espulsioni | Presenze          | Reti              | Ammonizioni       | Espulsioni        | Presenze | Reti   | Ammonizioni | Espulsioni |
| ---------------- | ------------- | ------------- | ------------- | ------------- | --------- | --------- | ----------- | ---------- | ----------------- | ----------------- | ----------------- | ----------------- | -------- | ------ | ----------- | ---------- |
| X. Amaechi       | 7             | 0             | 1             | 0             | 0         | 0         | 0           | 0          | 1                 | 0                 | 0                 | 0                 | 8        | 0      | 1           | 0          |
| S. Ambrosius     | 0             | 0             | 0             | 0             | 0         | 0         | 0           | 0          | 0                 | 0                 | 0                 | 0                 | 0        | 0      | 0           | 0          |
| B. Andresen      | 1             | 0             | 0             | 0             | 0         | 0         | 0           | 0          | 0                 | 0                 | 0                 | 0                 | 1        | 0      | 0           | 0          |
| F. Bilbija       | 13            | 1             | 0             | 0             | 1         | 0         | 1           | 0          | 2                 | 0                 | 1                 | 0                 | 16       | 1      | 2           | 0          |
| L. Bénes         | 33            | 6             | 5             | 0             | 0         | 0         | 0           | 0          | 1                 | 0                 | 0                 | 0                 | 34       | 6      | 5           | 0          |
| J. David         | 26            | 1             | 4             | 0             | 1         | 0         | 0           | 0          | 2                 | 0                 | 0                 | 0                 | 29       | 1      | 4           | 0          |
| J. Dompé         | 27            | 3             | 2             | 0             | 2         | 0         | 0           | 0          | 1                 | 0                 | 0                 | 0                 | 30       | 3      | 2           | 0          |
| D. Fernandes     | 33            | 0             | 2             | 0             | 2         | 0         | 0           | 0          | 2                 | 0                 | 0                 | 0                 | 37       | 0      | 2           | 0          |
| R. Glatzel       | 34            | 19            | 4             | 0             | 2         | 0         | 0           | 0          | 1                 | 0                 | 0                 | 0                 | 37       | 19     | 4           | 0          |
| O. Heil          | 1             | 0             | 1             | 0             | 0         | 0         | 0           | 0          | 1                 | 0                 | 0                 | 0                 | 2        | 0      | 1           | 0          |
| M. Heyer         | 27            | 3             | 8             | 0             | 2         | 0         | 0           | 0          | 2                 | 0                 | 0                 | 0                 | 31       | 3      | 8           | 0          |
| B. Jatta         | 23            | 4             | 5             | 1             | 2         | 0         | 0           | 0          | 1                 | 0                 | 0                 | 0                 | 26       | 4      | 5           | 1          |
| N. Katterbach    | 11            | 0             | 1             | 0             | 0         | 0         | 0           | 0          | 0                 | 0                 | 0                 | 0                 | 11       | 0      | 1           | 0          |
| S. Kittel        | 31            | 5             | 4             | 0             | 2         | 1         | 1           | 0          | 2                 | 0                 | 0                 | 0                 | 35       | 6      | 5           | 0          |
| E. Krahn         | 4             | 0             | 0             | 0             | 0         | 0         | 0           | 0          | 1                 | 0                 | 0                 | 0                 | 5        | 0      | 0           | 0          |
| R. Königsdörffer | 31            | 8             | 3             | 1             | 2         | 0         | 1           | 0          | 2                 | 2                 | 0                 | 0                 | 35       | 10     | 4           | 1          |
| T. Leibold       | 4             | 0             | 0             | 0             | 0         | 0         | 0           | 0          | 0                 | 0                 | 0                 | 0                 | 4        | 0      | 0           | 0          |
| J. Meffert       | 32            | 0             | 6             | 0             | 2         | 0         | 0           | 0          | 2                 | 0                 | 1                 | 0                 | 36       | 0      | 7           | 0          |
| O. Megeed        | 1             | 0             | 0             | 0             | 0         | 0         | 0           | 0          | 0                 | 0                 | 0                 | 0                 | 1        | 0      | 0           | 0          |
| R. Meißner       | 0             | 0             | 0             | 0             | 0         | 0         | 0           | 0          | 0                 | 0                 | 0                 | 0                 | 0        | 0      | 0           | 0          |
| T. Mickel        | 0             | 0             | 0             | 0             | 0         | 0         | 0           | 0          | 0                 | 0                 | 0                 | 0                 | 0        | 0      | 0           | 0          |
| W. Mikelbrencis  | 6             | 0             | 0             | 0             | 1         | 0         | 1           | 0          | 1                 | 0                 | 0                 | 0                 | 8        | 0      | 1           | 0          |
| J. Montero       | 4             | 0             | 0             | 2             | 1         | 0         | 0           | 0          | 0                 | 0                 | 0                 | 0                 | 5        | 0      | 0           | 2          |
| M. Muheim        | 33            | 2             | 8             | 0             | 2         | 0         | 1           | 0          | 2                 | 0                 | 2                 | 0                 | 37       | 2      | 11          | 0          |
| A. Németh        | 11            | 2             | 0             | 0             | 0         | 0         | 0           | 0          | 0                 | 0                 | 0                 | 0                 | 11       | 2      | 0           | 0          |
| N. Oliveira      | 0             | 0             | 0             | 0             | 0         | 0         | 0           | 0          | 0                 | 0                 | 0                 | 0                 | 0        | 0      | 0           | 0          |
| A. Opoku         | 3             | 0             | 1             | 1             | 0         | 0         | 0           | 0          | 1                 | 0                 | 0                 | 0                 | 4        | 0      | 1           | 1          |
| L. Oppermann     | 0             | 0             | 0             | 0             | 0         | 0         | 0           | 0          | 0                 | 0                 | 0                 | 0                 | 0        | 0      | 0           | 0          |
| M. Raab          | 1             | 0             | 0             | 0             | 0         | 0         | 0           | 0          | 0                 | 0                 | 0                 | 0                 | 1        | 0      | 0           | 0          |
| L. Reis          | 33            | 9             | 5             | 0             | 2         | 0         | 1           | 0          | 2                 | 0                 | 0                 | 0                 | 37       | 9      | 6           | 0          |
| M. Rohr          | 5             | 0             | 1             | 0             | 0         | 0         | 0           | 0          | 1                 | 0                 | 0                 | 0                 | 6        | 0      | 1           | 0          |
| T. Sanne         | 2             | 1             | 0             | 0             | 0         | 0         | 0           | 0          | 0                 | 0                 | 0                 | 0                 | 2        | 1      | 0           | 0          |
| S. Schonlau      | 30            | 0             | 7             | 1             | 2         | 0         | 1           | 0          | 1                 | 1                 | 1                 | 0                 | 33       | 1      | 9           | 1          |
| A. Suhonen       | 16            | 0             | 1             | 0             | 1         | 0         | 0           | 1          | 1                 | 0                 | 0                 | 0                 | 18       | 0      | 1           | 1          |
| M. Vušković      | 16            | 2             | 3             | 0             | 0         | 0         | 0           | 0          | 2                 | 0                 | 0                 | 0                 | 18       | 2      | 3           | 0          |
| V. Zumberi       | 2             | 0             | 0             | 0             | 0         | 0         | 0           | 0          | 0                 | 0                 | 0                 | 0                 | 2        | 0      | 0           | 0          |